# 五经富水
五经富水，位于中华人民共和国广东省东北部，是榕江左岸支流，上游也称八乡河，发源于丰顺县西南端八乡山镇楼子栋，自西南向东流经巴乡水库、龙颈水库上库，从龙颈水库下库出库后向南流经揭西县五经富镇、京溪园镇，最后于东园镇玉湖村以南注入榕江。河长76千米，河道平均比降5.46‰，流域面积719平方千米，年均径流量10.07亿立方米。